# خواستگاری به سبک روستایی
خواستگاری به سبک روستایی یا خواستگاری در دهکده، یک کمدی کوچک برای دو صدا نمایشنامه‌ای است اثر جرج برنارد شاو که در سال ۱۹۳۳ نوشته شد و برای اولین بار در ۱۹۳۴ اجرا شد. اولین صحنه روی عرشهٔ یک کشتی و صحنهٔ دوم و سوم در یک مغازهٔ روستایی اتفاق می‌افتند. شخصیت‌ها آقای «الف» (A) و خانم «ی» (Z) هستند.

## شخصیتها
آقای الف: مردی فرهیخته
خانم ی: دختری از طبقهٔ کارگر

## داستان
آقای الف که نویسندهٔ کتابهای سفر است روی عرشهٔ کشتی در حال نوشتن است که خانم ی که او را از قبل پسندیده سراغش می‌رود و باب گفتگو را با او باز می‌کند و مرتب حرف می‌زند. آقای الف تظاهر می‌کند که او را نپسندیده و اهمیتی نمی‌دهد.
در طی گفتگوی دوم، خانم ی در حال فروش اجناسی به آقای الف است آقای الف او را به یاد نمی‌آورد اما به نظر می‌رسد علاقه‌مند شده گرچه باز تظاهر می‌کند اهمیتی نمی‌دهد. خانم ی پیشنهاد خرید مغازه را از صاحب پیرش که قصد بازنشستگی دارد به آقای الف می‌دهد آقای الف قبول می‌کند.
در گفتگوی سوم، خانم ی کارمند آقای الف شده و او را تهدید می‌کند که اگر با او ازدواج نکند از مغازه خواهد رفت.

## اجرا
این نمایشنامه بارها روی صحنه رفته است و در سال ۱۹۵۲ و ۱۹۷۹ به صورت تئاتر تلویزیونی اجرا شد.

## سرآغاز

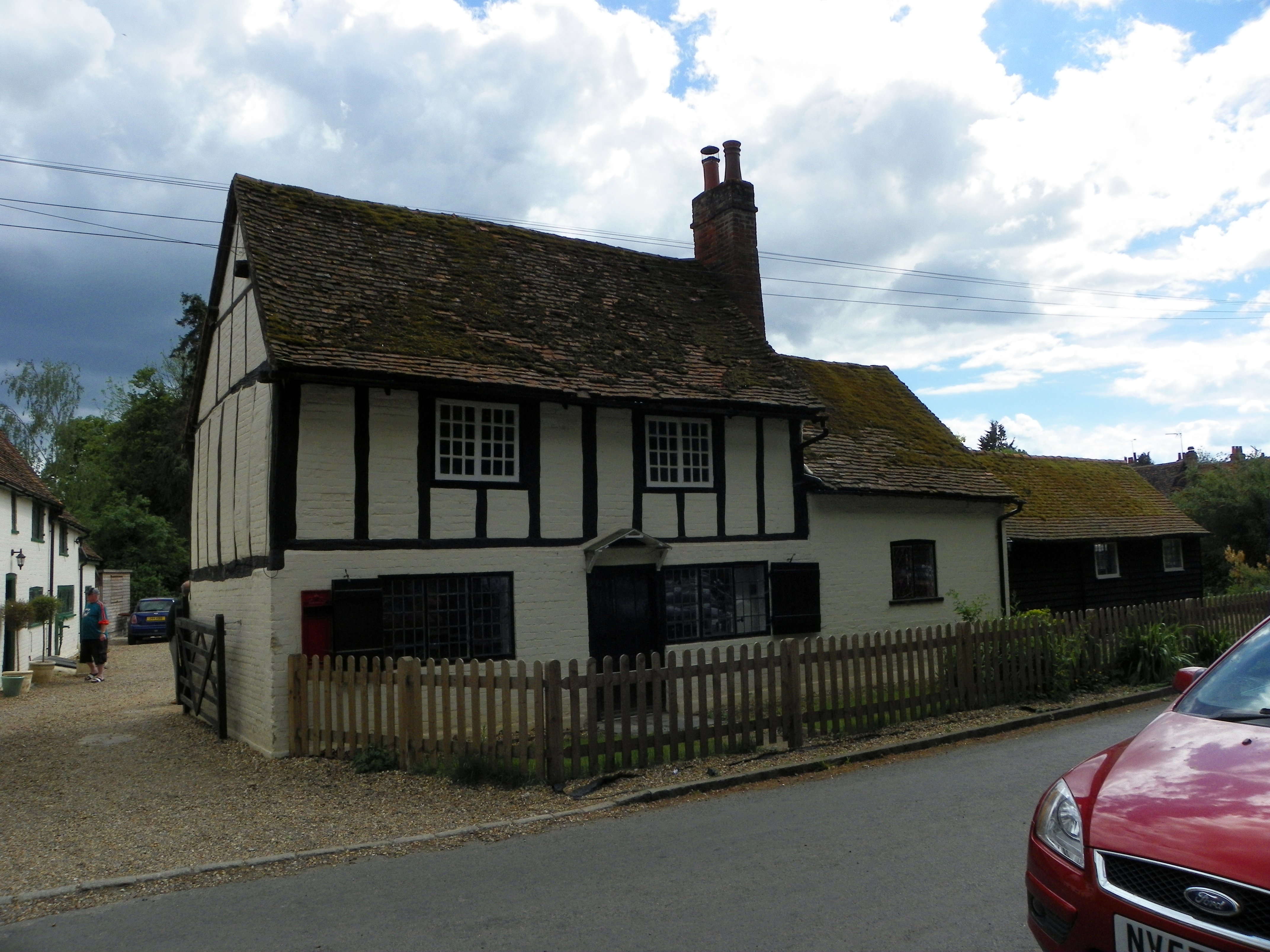
کلبه ای در آیوت سنت لارنس که محیط روستای ووینگ بود.

شخصی به نام «پچ» از دوستان شاو اعتقاد داشت که نمایشنامه بر اساس تجربیات سفرهای دریایی خود شاو نوشته شده است. گفتگوی دوم که در پستخانه است بر اساس پستخانهٔ روستای شاو یعنی آیوت ن. لارنس طرح‌ریزی شده و شخصیت خانم «ی» بر اساس خانمی به اسم ایزابلا لیث و شخصیت الف بر اساس لیتون استراچی طراحی شده است. آرچیبالد هندرسون، دوست شاو، اعتقاد داشت که صحنه‌های پستخانه بر اساس خانم لیث و شخصیت خانم «ی» بر اساس شخصیت همسر برنارد شاو نوشته شده است.